# بارو (راتلند)
بارو (به انگلیسی: Barrow) یک روستا و محله مدنی در بریتانیا است که در راتلند واقع شده‌است. بارو ۶۷ نفر جمعیت دارد.